# Jazmín Bogarín
Jazmín Bogarín (Luque, 9 de septiembre de 2000) es una actriz de cine paraguaya, conocida por el largometraje Guarani (2016), galardonado con el premio de mejor película extranjera del Festival de Cine de Gramado;

## Biografía
Nació en Luque, Paraguay.

## Filmografía
- Guarani / Largometraje / 2016
- Marilina: Atreverse a soñar / Serie de televisión / 2023